# Bodeneffektfahrzeug

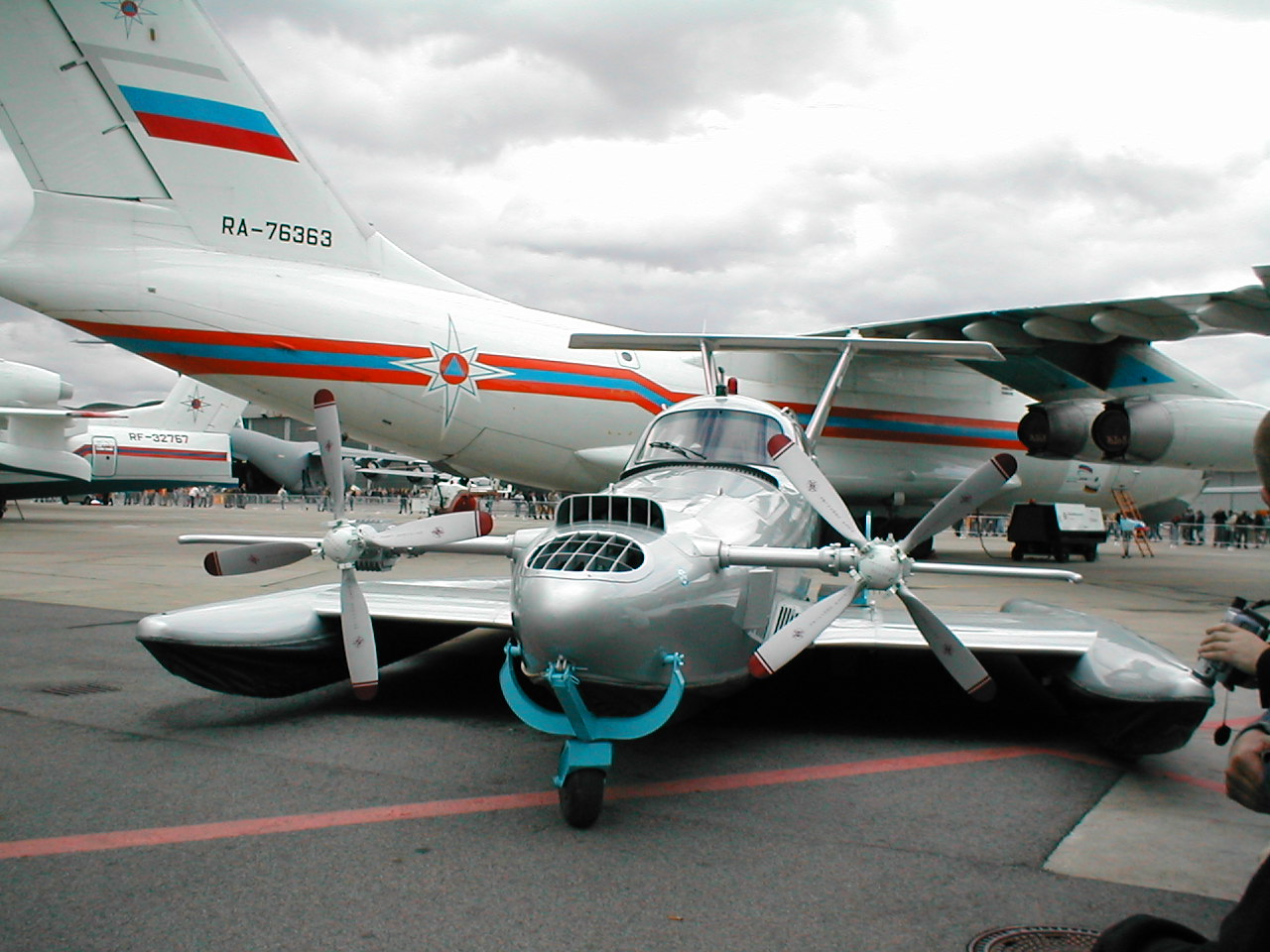
Aquaglide 2 des russischen Herstellers ALSIN auf der ILA in Berlin 2006

Ein Bodeneffektfahrzeug, auch Ekranoplan (russisch экраноплан ekranoplan – «Schirmgleiter»; englisch ground-effect vehicle (GEV) oder wing-in-ground (WIG) effect craft), ist ein Fluggerät, das in geringster Höhe über ebene Oberflächen, meist Wasser, fliegt und dabei den Bodeneffekt ausnutzt. Der russische Name Ekranoplan steht dabei im Russischen nicht nur als Synonym für Bodeneffektfahrzeuge schlechthin, sondern bezeichnet auch eine spezielle russische Entwicklung unter den bisher bekannten Bodeneffektfahrzeugen. Eine Differenzierung zwischen Bodeneffektfahrzeugen, die freiflugfähige Luftfahrzeuge sind, und den tatsächlich an den bodennahen Bereich gebundenen Bodeneffektfahrzeugen ist nötig. Erklärbar wird diese Unterscheidung durch die genaue Beschreibung des Bodeneffektes.
Unter Bodeneffekt versteht man grundsätzlich die speziellen Strömungsverhältnisse eines Tragflügels im bodennahen Bereich. Dort ist die Auftriebskraft größer als bei frei umströmten Flügeln. Mit zunehmender Höhe nimmt der Bodeneffekt ab und ist normalerweise ab einer der halben Spannweite entsprechenden Höhe nicht mehr vorhanden.
Bodeneffektfahrzeuge sind auf Sparsamkeit, große Reichweite oder erhöhte Zuladung ausgelegt und können in ihren Einsatzmöglichkeiten die Lücke zwischen schnellen Luft- und transportstarken Wasserfahrzeugen schließen. Je nach Bauart werden sie unter spezielle Wasserfahrzeuge oder eigentliche Flugzeuge eingeordnet. Bodeneffekt-Luftfahrzeuge sind aber eingeschränkter einsatzfähig als Flugzeuge und weniger effizient als Schiffe.

## Grundlagen
Der Bodeneffekt beruht zum einen darauf, dass sich unter den Tragflächen und dem Rumpf jedes Luftfahrzeuges in Bodennähe während des Fluges durch die Luft eine Luftrolle („Walze“) bildet, die sich mit dem Flugzeug fortbewegt und auf der es gleiten kann. Der Wirkungsgrad der Tragfläche wird somit verbessert und der Rumpf vieler Bodeneffektfahrzeuge erhält überhaupt erst einen aerodynamischen Wirkungsgrad. Der bei gleichem Luftwiderstand durch den Bodeneffekt deutlich vergrößerte dynamische Auftrieb macht den Bodeneffektflug wirtschaftlicher als den Flug in größeren Höhen.
Ein zweiter Effekt, der den größeren Anteil an der Erhöhung des Wirkungsgrades eines Bodeneffektfahrzeuges hat, ist das Wegfallen des unteren Teils der Wirbelschleppe. Diese bildet sich am Ende einer Tragfläche eines jeden Flugzeuges und ist für einen großen Teil des Luftwiderstands verantwortlich. Bei einigen Flugzeugen versucht man den Widerstandsbeiwert zu verbessern, indem man die Tragflächenenden mit Winglets versieht. Da die Wirbelschleppe sich jedoch nur in der Luft ausbreiten kann, wird im Tiefflug die Bildung des unteren Teils der Wirbelschleppe vom nahen Boden oder der See verhindert. Der verbesserte Wirkungsgrad hat eine erhöhte Reichweite oder deutlich erhöhte Nutzlast zur Folge.

### Bauformen
Es gibt grundsätzlich zwei Arten von Bodeneffektfahrzeugen: Die freiflugfähigen Einflügler nach dem Prinzip Alexander Lippisch, Hanno Fischer und Rostislaw Alexejew (Ekranoplan) und die ausschließlich im Bodeneffekt arbeitenden Tandem-Airfoil-Flairboote von Günther W. Jörg. Bei den einflügeligen Bodeneffektfahrzeugen, die auch als Flugzeuge den Bodeneffekt verlassen können, müssen zur Regulierung der Flughöhe im bodennahen Bereich zusätzliche konstruktive Maßnahmen getroffen werden, meist elektronischer Art (Stabilisatoren). Die Tandem-Airfoil-Flairboate arbeiten nach dem Prinzip eines Stauflügelfahrzeuges mit Tandemflügeln völlig eigenstabil ohne zusätzliche Hilfsmittel und können den Bodeneffekt nicht verlassen. Das Problem des plötzlichen Hochschießens der einflügeligen Bodeneffektfahrzeuge tritt hier konstruktionsbedingt nicht auf.
Im Bodeneffekt halten einflügelige Bodeneffektfahrzeuge, abgesehen vom Problem des plötzlichen Hochschießens, ihre Flughöhe bedingt eigenstabil. Beim „Kaspischen Seemonster“ der Sowjetunion (siehe unten) ist die Auswirkung des Bodeneffekts so groß, dass, wenn der Bodeneffekt einmal erreicht worden ist, nur noch zwei der zehn Triebwerke arbeiten müssen, um das Fluggerät voll beladen und höhenstabil auf Reisefluggeschwindigkeit zu halten. Die anderen Triebwerke werden nach Erreichen des Bodeneffekts und der Reisefluggeschwindigkeit abgeschaltet. Nur Langstreckenflüge ohne Zwischenlandung sind effizienter.
Bei erhöhter Antriebsleistung können die meisten einflügeligen Bodeneffektfahrzeuge kurzfristig auch in den freien Flug übergehen, zum Beispiel um Hindernisse zu überwinden. Die mögliche Zeit des Freiflugs und somit auch die zwischen zwei bodeneffektfähigen Untergründen überbrückbare Strecke ist durch die mitgeführten Kraftstoffreserven limitiert, die ohne Bodeneffekt deutlich schneller zur Neige gehen als bei echten Flugzeugen mit vergleichbarer Masse. Ökonomische Einsparungen hängen deshalb vor allem von der Routenplanung bzw. dem bestimmungsmäßigen Gebrauch ab.
Mit den meisten großen einflügeligen Bodeneffektfahrzeugen wie den russischen Ekranoplanen ist das Landen und Starten an Land aufgrund der langen Start- und Landestrecken nicht möglich, ohne die existierenden Start- und Landebahnen der Landflugplätze deutlich auszubauen. Sie sind fast alle ausschließlich auf die Wasserung ausgelegt. Kleinere Hybridmaschinen können oft landen.

### Strömungsabriss
Bei allen Bodeneffektfahrzeugen, den Delta-Flüglern und den Tandem-Flüglern, ist die Tragfläche im Verhältnis zur Rumpflänge kürzer als bei Fluggeräten, die für größere Flughöhen konstruiert wurden. Da die Wirbelschleppe sich von den Tragflächenspitzen der Flügel aus nach hinten kegelförmig ausbreitet, können sich bei einem Bodeneffektfahrzeug mit nur einem Flügel, wie Ekranoplan, Lippisch X-113 und Nachfolger, die Kegel der Wirbelschleppen der beiden Tragflächenenden noch vor dem Rumpfende treffen. Wenn das geschieht, sinkt das Heck schlagartig ab, das Fahrzeug steigt erst steil nach oben, um dann, den Bodeneffektflug verlassend, seine Mindestfluggeschwindigkeit zu unterschreiten und durch einen Strömungsabriss an den Tragflächen abzustürzen.
Die Anordnung von Tandemflügeln nach dem Prinzip des Ingenieurs Günther W. Jörg bewirkt dagegen eine gezielte Ausnutzung der Strömung der Vorderflügel mit einer konstruktiven Hinführung zu einem Zusatzauftrieb der Hinterflügel. Die gefürchtete Druckpunktwanderung der oben aufgeführten einflügeligen / deltaflügeligen „Bodeneffektflugzeuge“, die zu einem unkontrollierten Verhalten des Fahrzeuges führt, wird
bei dieser Konstruktion vermieden. Das Zusammenspiel beider Tandemflügelkonfigurationen bewirkt eine reibungslose stabile Fortbewegung über die Wasseroberfläche in definierter Höhe.
Es gibt eine Reihe von Maßnahmen, um dem gefürchteten Effekt der Druckpunktwanderung beim Bodeneffektflugzeug mit nur einem Tragflügelpaar zu begegnen:
1. Das Heckleitwerk so hoch bauen, dass das Zusammentreffen der Wirbelschleppen das Höhen- und Seitenruder nicht erreicht.
2. Die Spannweite vergrößern, damit die Wirbelschleppen sich erst hinter dem Bodeneffektfahrzeug treffen. Das würde allerdings die Manövrierfähigkeit negativ beeinflussen und das Leergewicht stiege deutlich an.
3. Die Steuerflächen mit sogenannten „Entenflügeln“ vom Heck an den Bug verlegen.
4. Den Gewichtsschwerpunkt nach vorne verlegen.
5. Die Tragflächen so formen, dass die Wirbelschleppe sich nicht kegelförmig, sondern verzwirbelt nach hinten ausbreitet und dieser Zwirbel das Heck des Bodeneffektfahrzeuges nicht berührt.
6. Schließlich kann eine Elektronik das Fahrzeug steuern, um dem plötzlichen Aufsteigen rechtzeitig zu begegnen.

Im Westen war es üblich, rein aerodynamische Wege zu finden. Im Osten brachte man alle Triebwerke nach vorne, verlagerte also das Gewicht, baute das Heckleitwerk möglichst hoch und ließ die Elektronik (analoge Rechner, noch mit Elektronenröhren) den Piloten unterstützend das Fliegen übernehmen.
Ein weiterer problematischer Effekt entsteht durch die Luftrolle, die einen starken Wind entgegen der Flugrichtung erzeugt und beim Flug über festen Untergrund Schäden an Bauwerken und Vegetation hinterlassen kann. Durch aerodynamische Störungen kann es insbesondere beim Wechsel der Bodenart (Wasser, Steppe, Buschland) zu Turbulenzen kommen, die zum Strömungsabriss oder zur Destabilisierung des Fluges führen können. Dies wird theoretisch bei Bodeneffektflugzeugen berücksichtigt, die im Binnenbereich eingesetzt werden und zum Beispiel Landstrecken zwischen zwei Seen überfliegen sollen. Durch zusätzlich benutzte Triebwerke steigt der Treibstoffverbrauch dadurch, dass das Bodeneffektflugzeug dabei wie ein normales Flugzeug zum Einsatz kommt. Solche Fahrzeuge können bei bewaldetem oder bergigem Gelände kurzzeitig in den freien Flug übergehen. Zur Erhöhung der Flugsicherheit können Flugschneisen mit dem Piloten vertrauten Bodenarten benutzt werden.

### Flughöhen
Die Luftrolle (Walze) wird vom Flugzeug selbst erzeugt und passt sich bei verändertem Flugverhalten innerhalb weniger Sekunden den neuen Flugdaten an. Für einflügelige Bodeneffektfahrzeuge, die grundsätzlich auch freiflugfähig sind, ist diese nicht klar abgegrenzt, sondern ein horizontaler Wirbelwind, in dem es für bestimmte Zwecke jeweils optimale Positionen für die Lage der Maschine gibt. Mit sinkender Flughöhe gerät das Fahrzeug nicht in das Auge des Wirbelwinds, sondern presst die Walze auf einen kleineren Durchmesser zusammen, wobei sie tragfähiger wird. Mit steigender Flughöhe wird auch die Rolle größer, weniger tragfähig und zunehmend instabil. Ab Flughöhen über ca. acht Metern kommt es bei den meisten Bodeneffektfahrzeugen, darunter allen kleineren Typen, zur Auflösung der Rolle. Sie soll aerodynamisch, zum Beispiel durch vergrößerte Tragflächen, bis zu zwölf oder mehr Meter ausgedehnt werden können, wobei aber bereits Freiflugeigenschaften in den Vordergrund treten. Viele Typen können dann zwar weiterhin fliegen, verbrauchen aber viel Kraftstoff. Manche schwere Bautypen können allerdings ihre Rolle überhaupt nicht verlassen und steigen auch bei äußerster Antriebsleistung nur unwesentlich höher. Größe der Rolle, Geschwindigkeit und mögliche Flughöhen hängen von technischen Daten der Typen sowie vom Verhalten des Piloten ab. Für jeden Typ und Verwendungszweck gibt es unterschiedliche Spezifikationen, die vom Piloten erlernt werden müssen. Wie überall in der Luftfahrt bietet dann auch bei einflügeligen Bodeneffektfahrzeugen größere Höhe mehr Sicherheit.
Kleinere Maschinen werden oft so konstruiert, dass die Optimalhöhen für Effektivität oder Sparsamkeit zwischen zwei und drei Metern liegen. Die Maschinen werden so geflogen, dass sie möglichst oft auf ihre Optimalhöhe sinken. Größere Maschinen werden oft so konstruiert, dass die Optimalhöhe über Wasser für Sparsamkeit oder bei hoher Zuladung zwischen 5 und 8 Meter liegt. Es gibt jedoch über spiegelglattem, hindernislosem Boden keine aerodynamisch festgelegte Mindestflughöhe. Technisch wären auch Optimalhöhen von deutlich unter einem Meter bis hin zu knapp über dem Boden liegendem Rumpf möglich, was aber Konflikte mit Wellen, Seezeichen oder Menschen häufiger macht. Beim Wassern bleibt die Luftrolle auch noch erhalten, wenn der Rumpf bereits im Wasser gleitet, und bricht erst mit sinkender Geschwindigkeit zusammen. Auch sehr große Maschinen von 75 bis über 100 Meter Länge, die auch fälschlicherweise trotz Freiflugeigenschaften als „fliegende Schiffe“ bezeichnet werden, könnten prinzipiell so konstruiert werden, dass die optimalen Flughöhen unter einem Meter Flughöhe (Rumpf) liegen, was aber durch die schwere Lenkbarkeit dieser Maschinen mit einem hohen Risiko behaftet ist. Hinzu kommt, dass bei dieser Optimierung der Langzeitflug über offene See ineffizient wird, weil die Reiseflughöhe bei Wellengang über dem wirtschaftlichen Optimum liegt.
Für Bodeneffektfahrzeuge nach dem Tandemstauflügelprinzip ergibt sich konstruktiv bedingt eine Flughöhe nahe der Oberfläche, die ebenfalls bootsgrößenabhängig ist, aber über eine imaginäre „Achshöhe“ des Fahrzeuges nicht hinausgeht. Die spezielle Bauweise führt grundsätzlich dazu, dass die Funktion vom Vorhandensein einer Wasseroberfläche abhängig ist und hat daher ein Optimum und ein Maximum, das allerdings nicht überschritten werden kann. Selbstregulierende und stabilisierende Eigenschaften sorgen dafür, dass diese Art Bodeneffektfahrzeug sicher und automatisch im Bodeneffektflug verbleibt.
Allgemein gilt für freiflugfähige Bodeneffektfahrzeuge:
Je tiefer die Maschine fliegt,
- desto stabiler die Rolle und der Flug,
- desto kostengünstiger der Betrieb,
- desto häufiger Annäherungen an unvorhergesehene Bodenunebenheiten oder Wasserfahrzeuge,
- desto stärker wirkt sich das „Abstreifen“ der Rolle auf die Flughöhe der Maschine nach dem Hindernis aus,
- desto stärker die Sturmschäden an überflogenen Objekten,
- desto beschränkter die Anwendungsmöglichkeiten über festem Boden.

Je höher die Maschine fliegt,
- desto mehr Freiflugeigenschaften werden benutzt,
- desto mehr Treibstoff wird verbraucht,
- desto größer sind die Anwendungsmöglichkeiten (Flug über festem Untergrund).

Das Überfliegen von Wasserfahrzeugen, Packeis, Dünen, aber auch Badegästen oder Wassersportlern ist mit Gefahren verbunden. Die Luftwalze wirkt bei höheren Geschwindigkeiten wie ein schnell bewegter Festkörper und prallt auf das Hindernis. Sie kann bei Gebäuden oder Tafeleisbergen auch „abgestreift“ werden, wobei die Maschine nach dem Hindernis sinken oder überkippen kann. Das kann heute durch schnell reagierende elektronische Sicherungsmechanismen ausgeglichen werden, welche die Motorleistung kurzfristig anheben und das Fahrzeug unmittelbar nach dem Hindernis bis zum Wiederaufbau der Rolle frei fliegen lassen. Kleine Fahrzeuge sind allerdings erheblich besser lenkbar. Beim Wechseln der Bodenart, insbesondere bei ansteigendem Gelände, wird zuvor die Flughöhe etwas gesteigert. Durch bewachsenen Boden wird die Rolle nicht abgestreift, sondern ausgebremst und verwirbelt und verliert einen Prozentsatz ihrer Tragfähigkeit. Das Überfliegen anderer Luftfahrzeuge führt allerdings in jeder Höhe zwangsläufig zu einem Unfall des überflogenen Fahrzeugs, weil die in der Rolle wirkenden Kräfte die Toleranzgrenzen jeder heute gängigen Bauart übersteigen.[Beleg?]
Als militärisch nicht mehr zeitgemäß gilt die Idee, niedrige Flughöhen zur Verwüstung von gegnerischen Flughäfen, Hubschrauberlandeplätzen, Truppenansammlungen usw. durch überraschenden Überflug mit großen Ekranoplanen zu benutzen. Die Maschinen gelten als leichte Ziele und sind mit Raketen gut zu bekämpfen.

## Deutsche Entwicklung

### Testreihe X-113/X-114
Im Westen wurden die ersten erfolgreichen Tests von reinen als Bodeneffektfahrzeuge entworfenen Fluggeräten 1971 mit der von Professor Alexander Lippisch entwickelten X-113 durchgeführt. Eine Reihe von Testflügen über dem Bodensee bestätigten das Funktionsprinzip, zeigten aber, dass der für den Praxisbetrieb wichtige stabile Flugzustand mit dem Prototyp von nur 5,89 m Spannweite so dicht über der Oberfläche erzielt wurde, dass der geringste Wellengang einen Flug im Bodeneffekt unmöglich machte. Aufbauend auf der X-113 wurde im Auftrag des Bundesverteidigungsministeriums von der Firma Rhein-Flugzeugbau das sechssitzige, amphibische Muster RFB X-114 als Erprobungsträger gebaut, bevor die weitere Entwicklung aufgegeben wurde. 2004 hat die Firma Wigetworks Private Limited, Singapur eine Lizenz für die Technik erworben. Es wurde auch der Prototyp airfish 8 erworben.

### Tandem-Airfoil-Flairboote

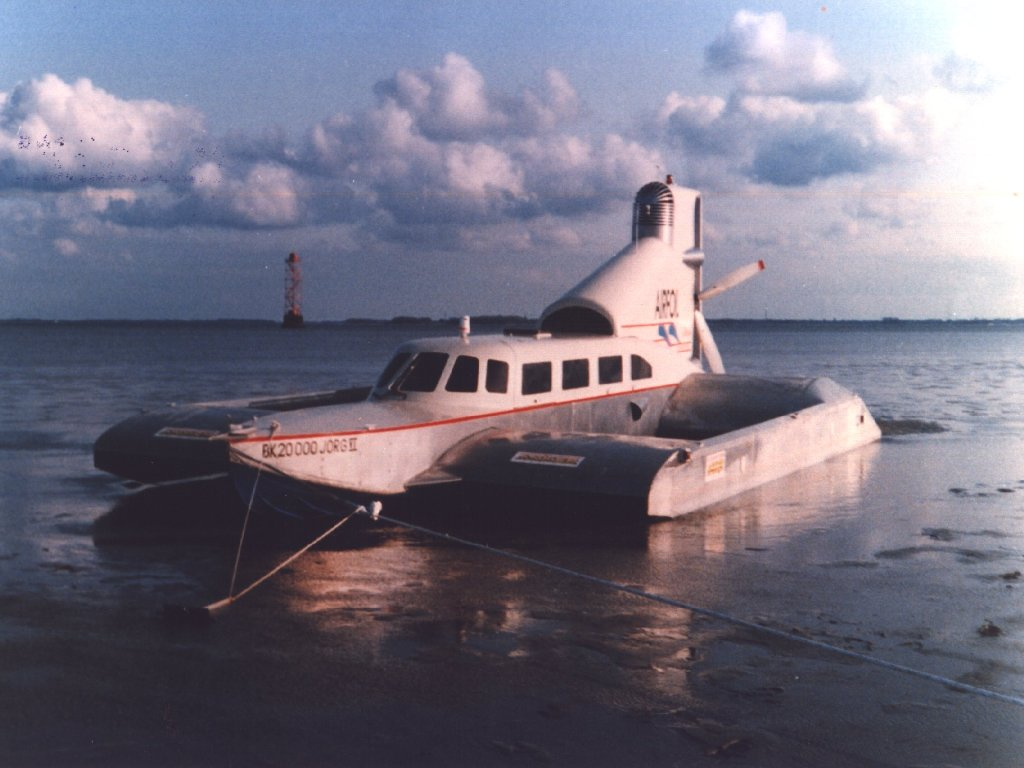
Tandem Airfoil Flairboat Jörg III im Bodden.

Ausgehend von den Erkenntnissen der Testreihe der X-113 von Professor Lippisch, erkannte der Ingenieur Günther W. Jörg die Störanfälligkeit des Systems in der praktischen Anwendung. Für einen Piloten war es nur kurzzeitig und unter höchster Konzentrationsleistung möglich, im Bodeneffektflug das Verhalten der X-113 stabil zu steuern. Als Ergebnis einer systematischen Modellreihe weg vom einflügeligen Bodeneffektfahrzeug über verschiedene Flügelformgebungen entsteht das Konstruktionsprinzip der Tandemflügel. Mit dem zweiflügeligen Tandem Airfoil Flairboat wird ein exzellentes Flugverhalten bei gleichzeitiger Eigenstabilität des Systems im Bodeneffekt erreicht. Infolge der selbstregulierenden Flugeigenschaften ist ein Verlassen des Bodeneffektes für das Fahrzeug nicht möglich, ein Tandem-Airfoil-Flairboot wird daher auch als Bodeneffektfahrzeug Typ A klassifiziert.
Erste bemannte Tandem-Airfoil-Flairboote wurden bereits im Jahre 1973 / 1974 gebaut und 1974 vom damaligen Bundesministerium für Verkehr als Schiffe zugelassen. Im Jahre 1984 wurde Günther Jörg für seine Forschungsergebnisse mit dem Phillip-Morris-Forschungspreis für die Sparte Transport und Verkehr ausgezeichnet. Eine Baureihe von 16 bemannten Fahrzeugen in unterschiedlichen Größen und Werkstoffkombinationen folgte bis 2004. Die Forschungsergebnisse wurden bislang nicht in am Markt verfügbaren Fahrzeuge umgesetzt. Im Forschungsmaßstab befasst sich die Tandem WIG Consulting mit 2-, 4-, 8- und 12-Sitzern sowie einer Frachtversion und hofft, mit dem Tandemflügelsystem neue Märkte für den gewerblichen Verkehr bis hin zum Personen-Großflugboot zu erschließen.

### Seafalcon

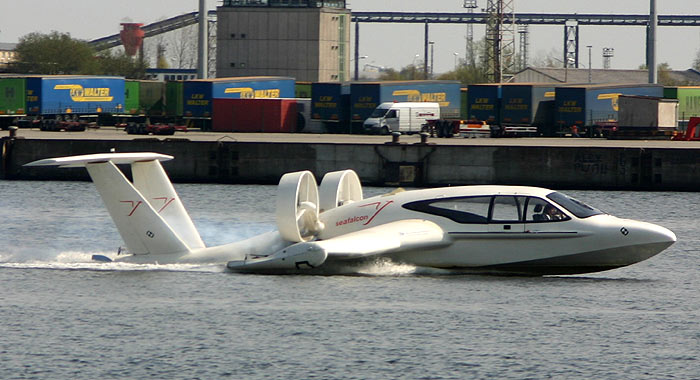
Seafalcon im Jahr 2007 auf der Warnow in Rostock.

Das Rostocker Unternehmen Meerestechnik Engineering GmbH (MTE) hatte ein achtsitziges Bodeneffektfahrzeug namens „Seafalcon“ entwickelt. Ende 2006 wurde auf der Warnow in Rostock und auf der Ostsee vor Warnemünde getestet. Das Fahrzeug entsprach nach seiner Klassifizierung einem Wasserfahrzeug (Boot) und war wie viele ähnliche Konstruktionen nicht für den landgestützten Betrieb ausgelegt. Als Antrieb wurden zwei leicht modifizierte Dieselmotoren mit jeweils 100 kW der A-Klasse von Mercedes-Benz verwendet. Der Kasko des Fahrzeuges wurde vollständig aus faserverstärkten Kunststoffen hergestellt. Daher besaß das Fahrzeug eine extrem geringe Masse. Seit 2014 hält die seafalcon GmbH alle Rechte an dem Fahrzeug.

## Sowjetische und russische Ekranoplane
Die sowjetische Marine baute unter dem Namen Ekranoplan eine Anzahl sehr großer Bodeneffektfahrzeuge, wovon im Westen durch Satellitenaufnahmen erstmals das „kaspische Seeungeheuer“ (Caspian Sea Monster) bekannt wurde.
Die offizielle Bezeichnung des Schiffes war KM, die Abkürzung für корабль-макет (russisch für Schiffsvorführmodell). Es entstand 1964 und hatte eine Spannweite von ungefähr 40 Metern bei einer Länge von über 100 Metern und einem Gewicht von bis zu 544 Tonnen – seinerzeit das Doppelte der schwersten Flugzeuge. Angetrieben von zehn Strahltriebwerken, erreichte die Maschine bis zu 500 Kilometer pro Stunde bei 280 Tonnen Nutzlast. Acht der zehn Triebwerke wurden allein für das Abheben von der Wasseroberfläche benötigt.
Die Maschinen waren äußerst träge im Flug, schwer lenkbar und hatten einen extrem großen Wendekreis. Beim Wechsel der Flugrichtung um 180 Grad konnte ein Wassern, Drehen im Wasser und anschließendes Neustarten taktisch günstiger sein. Die hohe Nutzlast ermöglichte es jedoch, große Mengen von Material ins Zielgebiet zu transportieren. Der rein militärische Vorteil dieser Maschinen gegenüber Schiffen und U-Booten lag neben der hohen Geschwindigkeit zusätzlich darin, dass sie während des Flugs keinen Tiefgang hatten und daher nicht vom aktiven Sonar gegnerischer Boote erfasst wurden. Gegenüber Flugzeugen bestand der Vorteil neben der großen Nutzlast in der geringen Flughöhe, die die Radarerfassung erschwert.
Zivile Anwendungsmöglichkeiten werden heute im Katastrophenschutz und schneller Hilfe bei Unfällen auf hoher See gesehen. Eine international verfügbare Anwendung der Technik gibt es jedoch nicht.
Russland beabsichtigte laut Ministerangaben im Jahr 2018 den Bau eines neuen militärischen Modells mit Raketenbewaffnung. Im Jahr 2015 hatte die russische Flotte ein solches System mit einer Nutzlast bis 300 Tonnen schon für das Jahr 2020 erwartet.

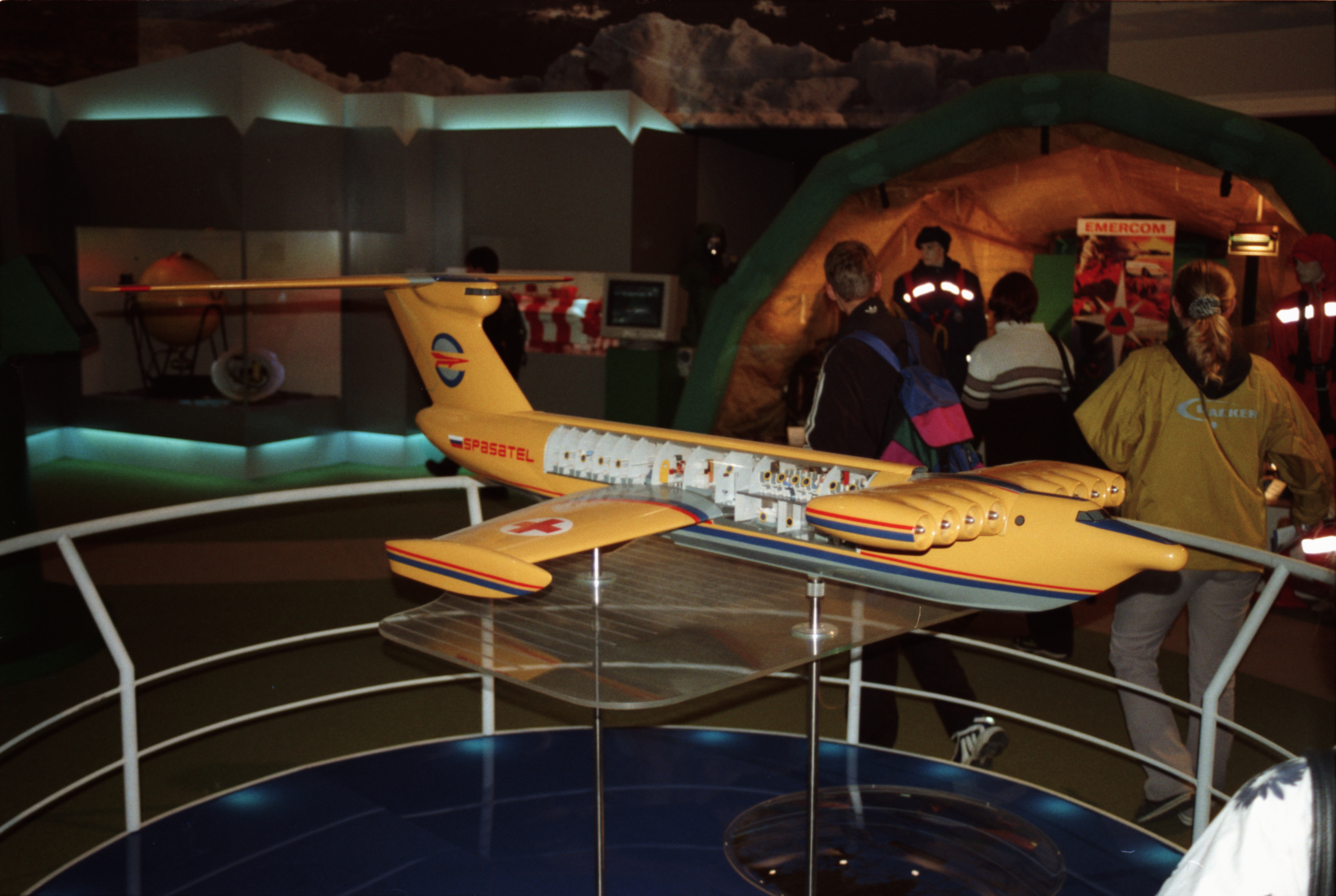
Spasatel-Modell

In einem alten Industriekomplex in Nischni Nowgorod lagert heute noch ein Gigant unter den Bodeneffektfahrzeugen: Der 73,8 Meter lange und 19,2 Meter hohe Spasatel („Retter“) sollte als Rettungsfahrzeug bis zu 500 Passagiere befördern. Obwohl die Mittel des Projektes gestrichen wurden, arbeiten die Mitarbeiter noch immer an der Fertigstellung des Fahrzeuges.
Ein Exemplar der Lun-Klasse war im Hafen von Kaspijsk am Kaspischen Meer eingelagert und stand dort auf einer schwimmenden Plattform (Koordinate 42° 52′ 54,9″ N, 47° 39′ 24,3″ O). 700 Meter östlich davon befindet sich ein Ekranoplan der Orljonok-Klasse (A-90) sowie am Ufer Reste eines demontierten Exemplars (Satellitenaufnahme vom 16. Oktober 2005). 2020 wurde es nach Derbent geschleppt.

### Übersicht über Varianten
Neben dem sehr bekannten Modell KM gab es noch eine Anzahl diverser Vor- und Nachfolger des KM:
- SM-1: Dreisitzige Testmaschine mit einstrahligem über dem Flugzeugrumpf montierten Triebwerk.
- SM-2: Dreisitzige Testmaschine mit schiffsähnlichem Rumpf und internem Triebwerk.
- SM-2P7: Diese Version war zur Erforschung der Strahlumleitung zur Tragkraftverbesserung vorgesehen. Die SM-2P7 war eine einsitzige Maschine mit einem Lufteinlauf in der Nase für das Triebwerk.
- SM-3: Die Besonderheit der SM-3 lag in der großen Flügeltiefe und einer schlittenähnlichen Nase.
- SM-4: Zweisitziger Ekranoplan mit mehreren Lufteinläufen und kleinem Ruder in der Nase.
- SM-5: Weiterentwickelter Ekranoplan, bei dem durch den Einsatz von Strahltriebwerken und gerichteten Düsen für die Umleitung des Luftstroms unter die Flügel die Tragkraft verbessert wurde. Er war über den Hauptlufteinläufen mit einem zusätzlichen Schutz vor Gischt ausgestattet.
- SM-8: Großer Ekranoplan mit je 4 an beiden Seiten des Cockpits befestigten Strahltriebwerken.
- KM: Das KM hatte wie die SM-8 acht Strahltriebwerke, die über dem Cockpit angebracht waren. Zusätzlich hatte es zwei Reisetriebwerke am Heck.
- Lun: Die Ekranoplane der Lun-Klasse wurden im Hinblick einer mobilen Raketenplattform (Variante Lun), später im Hinblick einer Rettungsplattform (Variante Spasatel) entwickelt. Das Antriebskonzept der Lun entsprach weitgehend dem des KM. Lediglich die zwei Hecktriebwerke des KM finden sich in der Lun nicht wieder.
- A-90: Die A-90 Orljonok wurde von Anfang an für militärische und zivile Zwecke entwickelt. Für den Start verwendete die A-90 zwei Jettriebwerke, während für die Fortbewegung ein am Heck angebrachter Turboprop diente. Die russische Marine erhielt mindestens fünf solcher Exemplare.

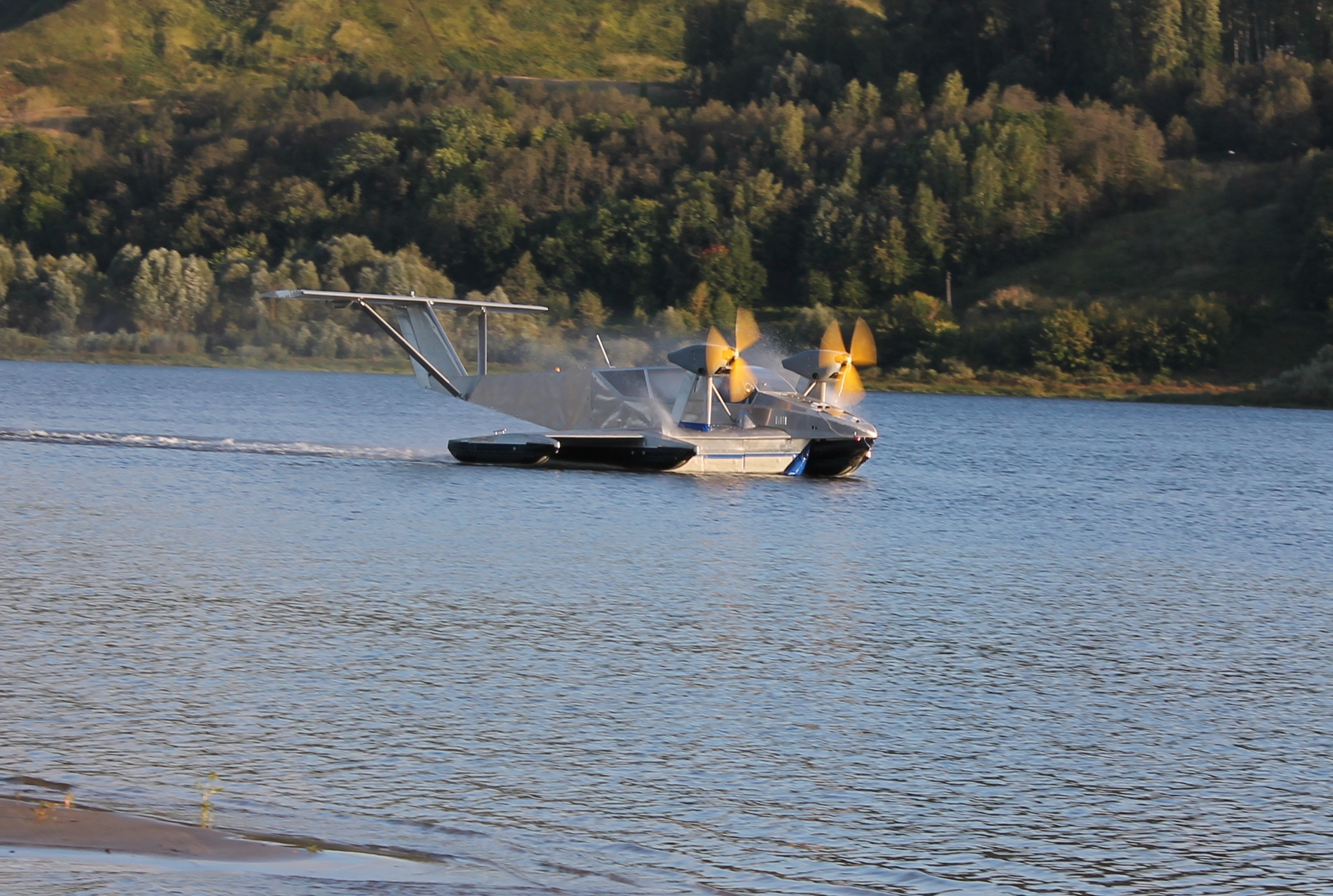
Ekranoplan „Tungus“

Die Schiffbau-Gesellschaft „Aerohod“ (Nischni Nowgorod, Russland) testet seit 2014 ein Bodeneffektfahrzeug-Modell mit dem Namen „Tungus“. Nach der Auswertung der Tests ist die Entwicklung und der Bau von Fahrzeugen mit einer Sitzplatzkapazität von 4 bis 70 Passagieren geplant.

## Bodeneffekt bei anderen Fahrzeugen
Die als Surface Effect Ships bezeichneten Hybride aus Schiff und Luftkissenfahrzeug sind, wie auch reine Luftkissenfahrzeuge, keine Bodeneffektfahrzeuge im eigentlichen Sinn, da sie ihren „Schwebeffekt“ nicht aerodynamisch durch den Vortrieb erreichen, sondern selbsterzeugt durch einen oder mehrere nach unten gerichtete Luftströme, die zwischen Seitentaschen „gefangen“ sind und während des Vortriebes „mitgenommen“ werden. Der namensgebende Begriff Oberflächeneffekt (surface effect) ist an dieser Stelle vom Bodeneffekt (engl. ground effect) zu unterscheiden.
Die auf einer Stelle schwebenden Hubschrauber befinden sich im Moment des Schwebeflugs (Hover) auch in geringen Flughöhen nicht im Bodeneffekt, da sie in diesem Moment streng aerodynamisch betrachtet eher übermotorisierten Luftkissenbooten ohne Seitentaschen gleichen und nicht den auf „Luftrollen“ „reitenden“ Bodeneffektfahrzeugen. Der sich dabei einstellende Effekt wird jedoch auch als Bodeneffekt bezeichnet.
Im Überschallflug befindliche Luftfahrzeuge können auch in geringster denkbarer Flughöhe nicht den Bodeneffekt nutzen, da die „Luftrolle“ bei Überschallgeschwindigkeit „überholt“ und „abgehängt“ wird.
Bei Zeppelinen, Blimps und anderen (Halb-)Luftschiffen ist der Bodeneffekt unerwünscht, weil er die Struktur gefährdet, weshalb diese Fluggeräte gerne in Flughöhen ab eineinhalbfacher Rumpflänge betrieben werden. Dieses Beispiel dokumentiert auch, dass der Bodeneffekt nicht alleine von der Existenz von Tragflächen abhängig ist, sondern dass ein beliebig geformter Rumpf eines Fluggerätes zum Bodeneffekt beiträgt.

## Bodeneffektluftkissenfahrzeuge
Kombinierte Fahrzeuge aus Luftkissen- und Bodeneffektfahrzeug werden als Bodeneffektluftkissenfahrzeuge bezeichnet. Ein solches Bodeneffektluftkissenfahrzeug erzeugt dabei zunächst durch Pumpen von Luft unter den Rumpf ein Luftkissen, der das Fahrzeug vom Boden abheben lässt, wobei eine Schürze um den Rumpf das Entweichen der Luft unter dem Rumpf einschränkt (Prinzip des Luftkissenfahrzeugs). Beim anschließenden bodennahen Gleiten über der Erdoberfläche erzeugt die komprimierte Luft unter den Flügeln dann ein zusätzliches Luftkissen, welches das Fahrzeug über dem Boden abgehoben gleiten lässt (Prinzip des Bodeneffektfahrzeugs). Bodeneffektluftkissenfahrzeuge haben gegenüber reinen Luftkissenfahrzeugen den Vorteil, dass sie deutlich weniger Treibstoff verbrauchen, da das energieverbrauchende Abheben des Fahrzeugs durch Luftpumpen unter den Rumpf sich nur auf die Abheb- und Aufsetzphase beschränkt. Gegenüber reinen Bodeneffektfahrzeugen haben sie den Vorteil, dass sie an Land abheben und aufsetzen können, was das Einsteigen von Passagieren erleichtert.
Recht einfach konstruierte Bodeneffektluftkissenfahrzeuge werden von der US-amerikanischen Firma Universal Hovercraft unter der Unregistered Trade Mark Bezeichnung Hoverwing™ hergestellt. Diese Hoverwing ist nicht mit dem 1997 in Deutschland entwickelten Hoverwing zu verwechseln, der ein reines Bodeneffektfahrzeug war und über keine Hovereigenschaften verfügte.
In Korea hat die Firma Wing Ship Technology ein zur Passagierbeförderung gedachtes Bodeneffektluftkissenfahrzeug unter der Bezeichnung WSH-500 entwickelt. Das WSH-500 ist 29,1 m lang, 27,2 m breit und 7,5 m hoch. Es kann 50 Passagiere befördern und erreicht eine Reisegeschwindigkeit von 180 km/h bei einer Reichweite von ca. 1000 km. Ein größeres Bodeneffektluftkissenfahrzeug für 150 Passagiere ist in Planung.